# هزار سال عشق-داستان هیکارو گنجی
هزار سال عشق-داستان هیکارو گنجی (انگلیسی: Sennen no Koi Story of Genji) فیلمی است که در سال ۲۰۰۱ منتشر شد. از بازیگران آن می‌توان به سایوری یوشیناگا و یوکی آمامی اشاره کرد. این فیلم بر پایه داستان گنجی ساخته شده است.